# Religioni a Timor Est
La religione più diffusa a Timor Est è il cristianesimo. Secondo una statistica del 2010, i cristiani rappresentano il 98% della popolazione; la seconda religione è l'islam, seguita dallo 0,7% della popolazione; lo 0,9% circa della popolazione segue altre religioni e lo 0,4% circa della popolazione non segue alcuna religione. Una stima del 2010 del Pew Research Center dà i cristiani al 99,6% della popolazione con una maggioranza di cattolici, mentre lo 0,4% della popolazione segue altre religioni o non segue alcuna religione. Una stima del 2015 della CIA conferma i cristiani al 99,6% della popolazione e dà i musulmani allo 0,2% della popolazione, mentre lo 0,2% della popolazione segue altre religioni o non segue alcuna religione. Una stima del 2020 dell'Association of Religion Data Archives (ARDA) dà invece i cristiani all'87,8% circa della popolazione, i seguaci delle religioni indigene tradizionali al 7,6% circa della popolazione, i musulmani al 3,6% circa della popolazione, coloro che seguono altre religioni allo 0,5% circa della popolazione e coloro che non seguono alcuna religione allo 0,5% circa della popolazione.

## Religioni presenti

### Islam
I musulmani di Timor Est sono quasi tutti sunniti e comprendono soprattutto immigrati dalla Malaysia e da Paesi arabi; vi sono anche indigeni che si sono convertiti all'islam durante il periodo dell'occupazione indonesiana.

### Religioni indigene
Prima dell'invasione indonesiana nel 1975, il popolo austronesiano di Timor Est seguiva una religione politeista basata sull'animismo che aveva pratiche simili a quelle presenti in Madagascar e in Polinesia. Rimangono ancora alcuni miti importanti, come la concezione dell'isola come coccodrillo che invecchia, ma oggi i praticanti delle religioni indigene costituiscono una piccola minoranza della popolazione.

### Altre religioni
A Timor Est sono presenti gruppi di seguaci del buddhismo, del bahaismo, della religione tradizionale cinese e dell'induismo. Vi sono anche piccolissimi gruppi di seguaci dei nuovi movimenti religiosi.